# Mau-Ulo (Ort)
Mau-Ulo ist eine osttimoresische Siedlung im Suco Mau-Ulo (Verwaltungsamt Ainaro, Gemeinde Ainaro).

## Geographie und Einrichtungen
Das Dorf Mau-Ulo liegt im Süden der Aldeia Mau-Ulu-Lau in einer Meereshöhe von 1009 m. Drei Straßen treffen hier aufeinander. Eine aus dem Osten, die zunächst in das Nachbardorf Pader führt und dann weiter zur Gemeindehauptstadt Ainaro, eine aus dem Süden aus der Aldeia Mau-Ulo-Pú und eine aus dem Westen, die in das Dorf Dagamessa führt.
Mau-Ulo befindet sich zwischen Quellflüssen des Sarais, eines Nebenflusses des Belulik. Im Dorf steht der Sitz des Sucos. Der Friedhof wird durch die Grenze zu Mau-Ulo-Pú geteilt.